# Slam Stewart
Slam Stewart (Leroy Elliott Stewart, Englewood, de Nueva Jersey, 1914 - Binghamton, 1987) fue un contrabajista estadounidense de jazz cuya marca de estilo era utilizar el arco del contrabajo y doblar su parte con la voz en una octava más alta. Había sido violinista antes de dedicarse al contrabajo.

## Biografía
Estando en el Conservatorio de Boston, oyó a Ray Perry (1915 - 1950) cantar mientras tocaba el violín. De ahí tomó la idea de hacer lo mismo con el contrabajo. 
En 1937, forma con Slim Gaillard el dúo Slim & Slam. El mayor éxito que tuvieron juntos fue en 1938: Flat Foot Floogie (with a Floy Floy).  
Durante los años 40, Stewart tuvo sesiones regulares de trabajo con Art Tatum, el sexteto de Benny Goodman y otros grandes del jazz. Una de las sesiones más famosas fue en 1945, con el grupo de Dizzy Gillespie, en el que estaba Charlie Parker. De aquellas sesiones de los 40 salieron algunos de los clásicos del bebop, como Groovin' High y Dizzy Atmosphere.
Durante el resto de su carrera, Stewart trabajó regularmente aplicando siempre su muy disfrutable estilo de tocar el contrabajo.

## Discografía

### Álbumes de estudio
- Slam Stewart (1971)
- Fish Scales (1975)
- Two Big Mice (1977)
- Dialogue (1978)
- Shut Yo' Mouth! (1981)
- The Cats Are Swingin' (1987)
- Slam Bam (2000)
- Slamboree (2002)

### Compilaciones
- Bowin' Singin' Slam (1945)
- Memorial Album 1914-1987 (1978)
- 1945-1946 (1997)
- Jumpin' at the Deuces